# Покапаљија (Кунео)
Покапаљија (итал. Pocapaglia) је насеље у Италији у округу Кунео, региону Пијемонт.
Према процени из 2011. у насељу је живело 699 становника. Насеље се налази на надморској висини од 279 м.

## Становништво
Према резултатима пописа становништва 2011. у општини је живело 3.330 становника.
| 1931. | 1936. | 1951. | 1961. | 1971. | 1981. | 1991. | 2001. | 2011. |
| ----- | ----- | ----- | ----- | ----- | ----- | ----- | ----- | ----- |
| 2.490 | 2.597 | 2.416 | 2.175 | 2.042 | 2.084 | 2.296 | 2.758 | 3.330 |